# Malleola serpentina
Malleola serpentina är en orkidéart som först beskrevs av Johannes Jacobus Smith, och fick sitt nu gällande namn av Rudolf Schlechter. Malleola serpentina ingår i släktet Malleola och familjen orkidéer. Inga underarter finns listade i Catalogue of Life.